# Daichi Tagami
Daichi Tagami (田上 大地?, Tagami Daichi; Chiba, 16 giugno 1993) è un calciatore giapponese, difensore del Fagiano Okayama.

## Statistiche

### Presenze e reti nei club
Statistiche aggiornate al 5 dicembre 2022.
| Stagione                | Club                    | Campionato              | Campionato | Campionato | Coppe nazionali | Coppe nazionali | Coppe nazionali | Coppe continentali | Coppe continentali | Coppe continentali | Supercoppe | Supercoppe | Supercoppe | Totale | Totale |
| Stagione                | Club                    | Comp                    | Pres       | Reti       | Comp            | Pres            | Reti            | Comp               | Pres               | Reti               | Comp       | Pres       | Reti       | Pres   | Reti   |
| ----------------------- | ----------------------- | ----------------------- | ---------- | ---------- | --------------- | --------------- | --------------- | ------------------ | ------------------ | ------------------ | ---------- | ---------- | ---------- | ------ | ------ |
| 2015                    | Ryutsu Keizai           | -                       | -          | -          | CI              | 1               | 0               | -                  | -                  | -                  | -          | -          | -          | 1      | 0      |
| 2016                    | V-Varen Nagasaki        | J2                      | 15         | 0          | CI              | 1               | 0               | -                  | -                  | -                  | -          | -          | -          | 16     | 0      |
| 2017                    | V-Varen Nagasaki        | J2                      | 24         | 1          | CI              | 1               | 0               | -                  | -                  | -                  | -          | -          | -          | 25     | 1      |
| 2018                    | V-Varen Nagasaki        | J1                      | 27         | 3          | CdL+CI          | 2+2             | 0               | -                  | -                  | -                  | -          | -          | -          | 31     | 3      |
| Totale V-Varen Nagasaki | Totale V-Varen Nagasaki | Totale V-Varen Nagasaki | 66         | 4          |                 | 6               | 0               |                    | -                  | -                  |            | -          | -          | 72     | 4      |
| 2019                    | Kashiwa Reysol          | J1                      | 7          | 0          | CdL+CI          | 5+2             | 0               | -                  | -                  | -                  | -          | -          | -          | 14     | 0      |
| 2020                    | Albirex Niigata         | J2                      | 30         | 3          | -               | -               | -               | -                  | -                  | -                  | -          | -          | -          | 30     | 3      |
| 2021                    | Albirex Niigata         | J2                      | 24         | 0          | CI              | 2               | 1               | -                  | -                  | -                  | -          | -          | -          | 26     | 1      |
| 2022                    | Albirex Niigata         | J2                      | 23         | 2          | CI              | 1               | 0               | -                  | -                  | -                  | -          | -          | -          | 24     | 2      |
| 2023                    | Albirex Niigata         | J1                      | 0          | 0          | CdL+CI          | 0               | 0               | -                  | -                  | -                  | -          | -          | -          | 0      | 0      |
| Totale Albirex Niigata  | Totale Albirex Niigata  | Totale Albirex Niigata  | 77         | 5          |                 | 3               | 1               |                    | -                  | -                  |            | -          | -          | 80     | 6      |
| Totale carriera         | Totale carriera         | Totale carriera         | 150        | 9          |                 | 17              | 1               |                    | -                  | -                  |            | -          | -          | 167    | 10     |

## Palmarès

### Club

#### Competizioni nazionali
- J2 League: 1

Kashiwa Reysol: 2019

### Nazionale
- Universiadi:   1

Gwangju 2015